# Canal Cocina
Canal Cocina es un canal de televisión por suscripción español, propiedad de AMC Networks International Southern Europe. El canal está dedicado exclusivamente a la cocina, mostrando la elaboración de diversos platos por distintos cocineros o restauradores españoles y extranjeros.

## Historia
El 1 de abril de 1998 Canal Cocina inició sus emisiones en Vía Digital, y ésta presentó el canal días después de su estreno, el 22 de abril de 1998.
El canal estuvo en la plataforma IPTV de Movistar, Movistar TV, desde las pruebas que se realizaron en 2002 alrededor de España para probar el servicio.
El 1 de julio de 2002 el canal se incluye en el paquete de televisión de Euskaltel.
El canal también se incorporó en Digital+ desde el día de su nacimiento, ya que su creación provenía de la fusión entre Vía Digital (donde emitía anteriormente) y Canal Satélite Digital.
El 1 de agosto de 2005 Canal Cocina llegó a la oferta de canales de Telecable.
En junio de 2017 está previsto que el canal comience a emitir en tecnología 4K UHD.
El 31 de diciembre de 2024, cesó emisiones Canal Cocina en Movistar debido a un desacuerdo de renovación de licencia entre Movistar y AMC, la compañía que lo opera, fue reemplazado por BBC Food.

## Contenido
La oferta del canal es diversa y va desde cocina tradicional a cocina en miniatura, pasando por reportajes sobre temas como la elaboración de quesos o vinos. También reportajes y documentales como los de Gilles Gasser, que, cámara en mano, recorria tiendas, bares, cafeterías, restaurantes y discotecas de diferentes barrios de cada ciudad españolas para descubrirnos la mejor oferta gastronómica y de ocio de cada una de ellas.

## Restauradores
Algunos de los restauradores que participan o han participado son, entre otros:
- Gonzalo D'Ambrosio
- Samantha Vallejo-Nágera
- Julius Bienert
- Pepe Rodríguez Rey
- Kisko García
- Pepe Solla
- Susi Díaz
- Alberto Chicote
- Lorraine Pascale
- Heston Blumenthal
- Nigella Lawson
- Joan Roca
- Jordi Roca
- Gordon Ramsay
- Ferrán Adriá
- Juan María Arzak
- Iñaki Oyarbide
- Miguel Castañer
- Pedro Subijana
- Sergi Arola
- Andrés Madrigal
- Pedro Larumbe
- Jamie Oliver
- Fernando Canales Etxanobe
- Darío Barrio
- Martín Berasategui
- Paco Roncero
- Gema Balbás
- Quique Dacosta
- Angelita Alfaro
- César Ruiz Madroño
- Salvador Gallego
- Mario Sandoval